# Kuźma Pietrow-Wodkin
Kuźma Siergiejewicz Pietrow-Wodkin (ros. Кузьма Сергеевич Петров-Водкин, ur. 24 października?/5 listopada 1878 w Chwałyńsku, zm. 15 lutego 1939 w Leningradzie) – rosyjski malarz i grafik, przedstawiciel symbolizmu.
Początkiem kariery artystycznej Kuźmy Pietrowa-Wodkina stał się przyjazd do Chwałyńska architekta petersburskiego Romana Melcera, który miał zbudować nową rezydencję dla właścicielki dóbr Kazariny. Matka Kuźmy, służąca w domu Kazariny skorzystała z okazji i pokazała architektowi rysunki swojego syna. Melcer zabrał chłopca do Petersburga i umożliwił mu naukę w klasach rysunku i malarstwa Akademii Artystyczno-Przemysłowej im. Stieglitza. 
Pierwszym dziełem Pietrowa-Wodkina stała się ikona Matki Bożej z Dzieciątkiem na ścianie apsydy kaplicy Instytutu Ortopedycznego doktora Wredena. Ikona został utrwalona w majolice w Londynie.
W latach 1897–1905 Pietrow-Wodkin studiował w Moskiewskiej Szkole Malarstwa, Rzeźby i Architektury u Walentina Sierowa i kształcił się dalej w Monachium u Antona Ažbe. W latach 1905–1908 przebywał w Paryżu, zwiedzał Włochy i Afrykę Północną. 
W roku 1911 został członkiem stowarzyszenia Świat Sztuki. 
Po rewolucji październikowej Pietrow-Wodkin zajął się scenografią teatralną. Zajął się także pisarstwem, tworząc opowiadania, utwory teatralne i eseje. 
W latach 1918–1933 wykładał m.in. na Wchutiemasie i Wchutieinie. 

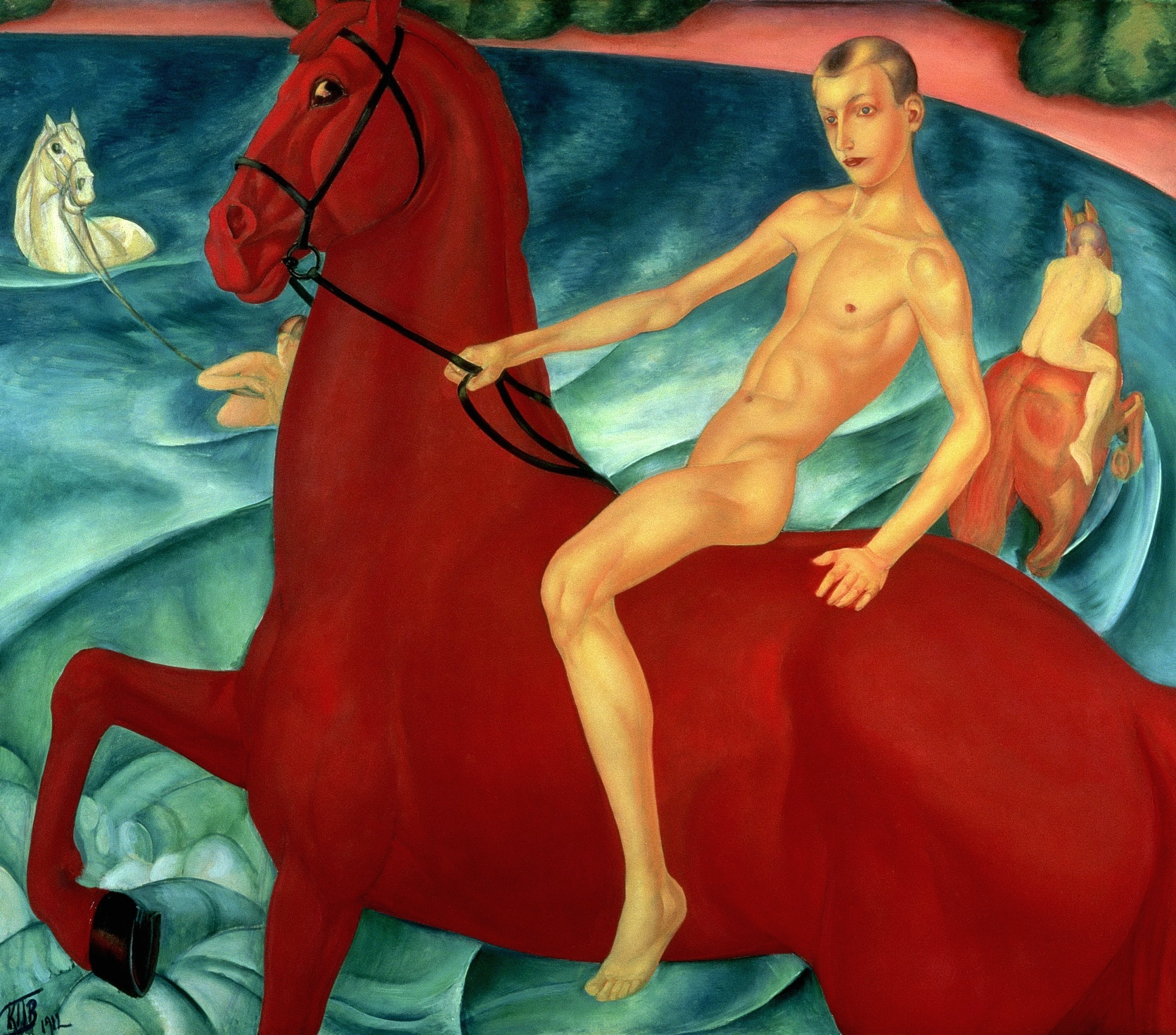
Kąpiel czerwonego konia
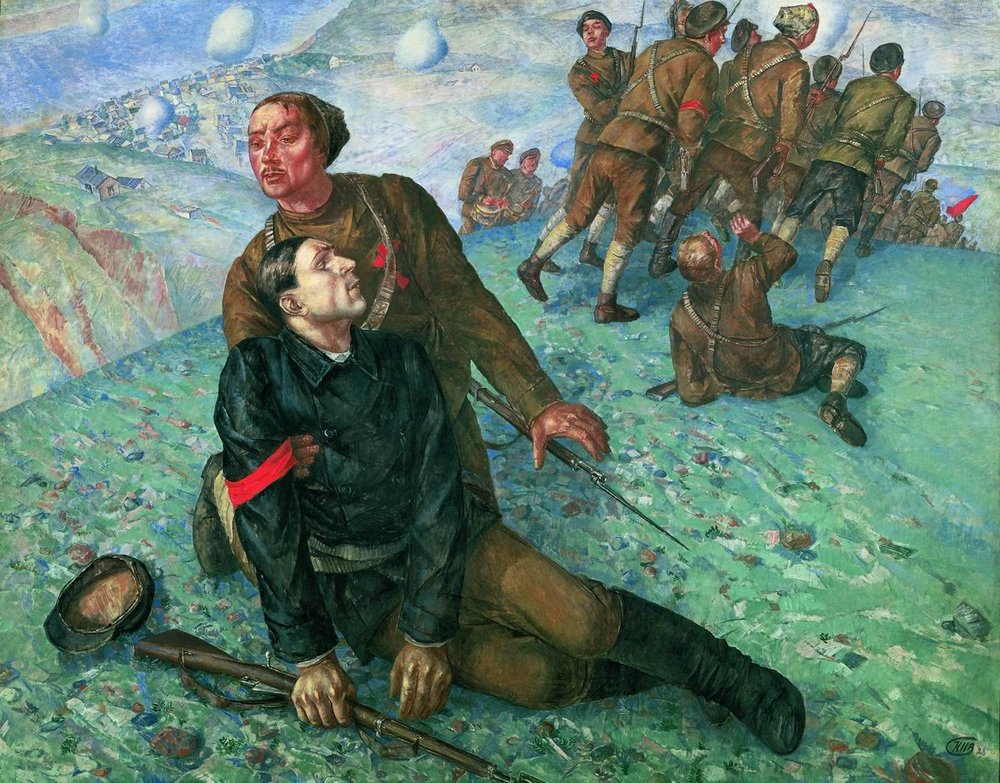
Śmierć komisarza
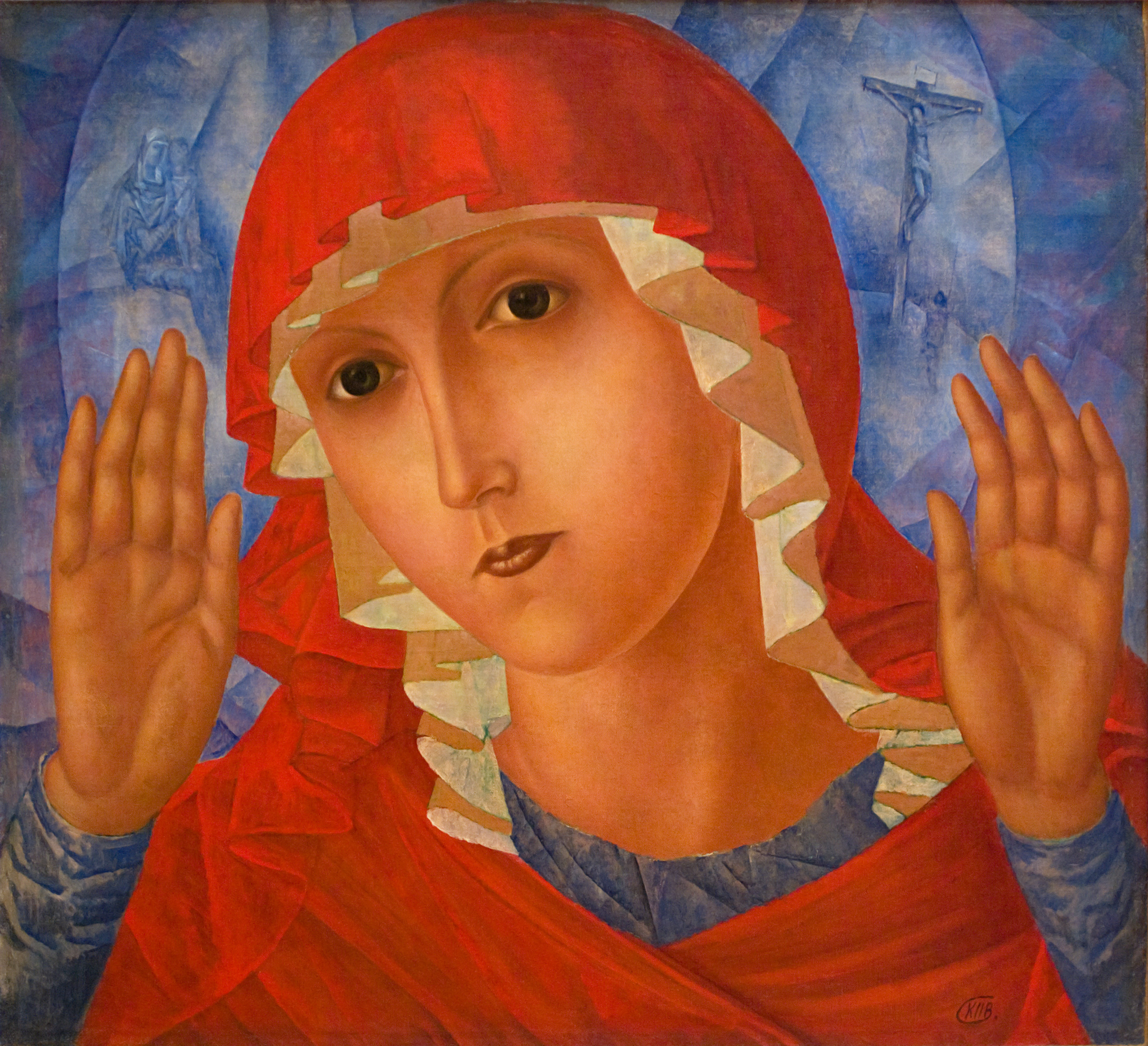
Matka Boska Pocieszycielka